# Dunántúl

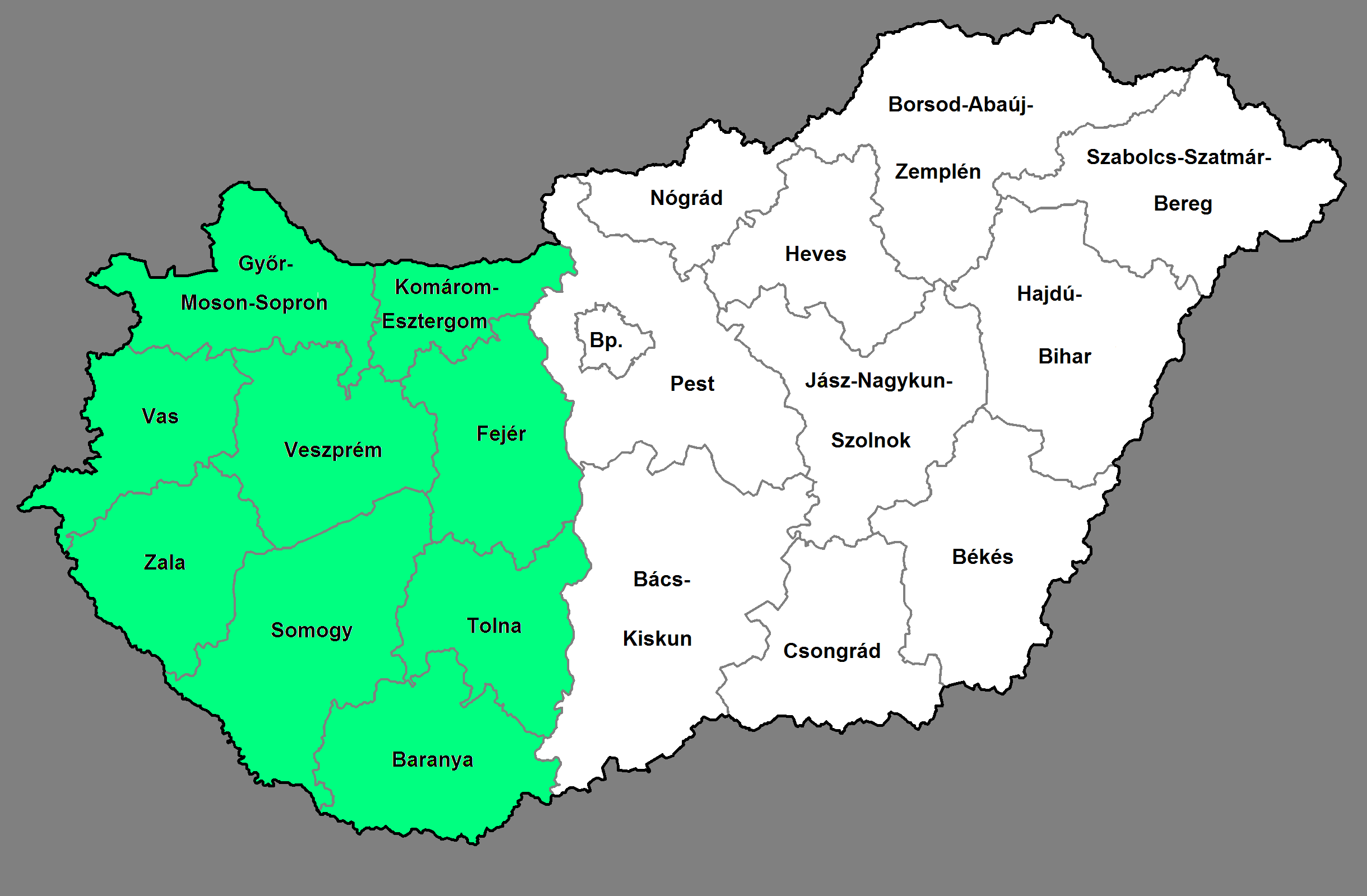
A Dunántúl Magyarország térképén

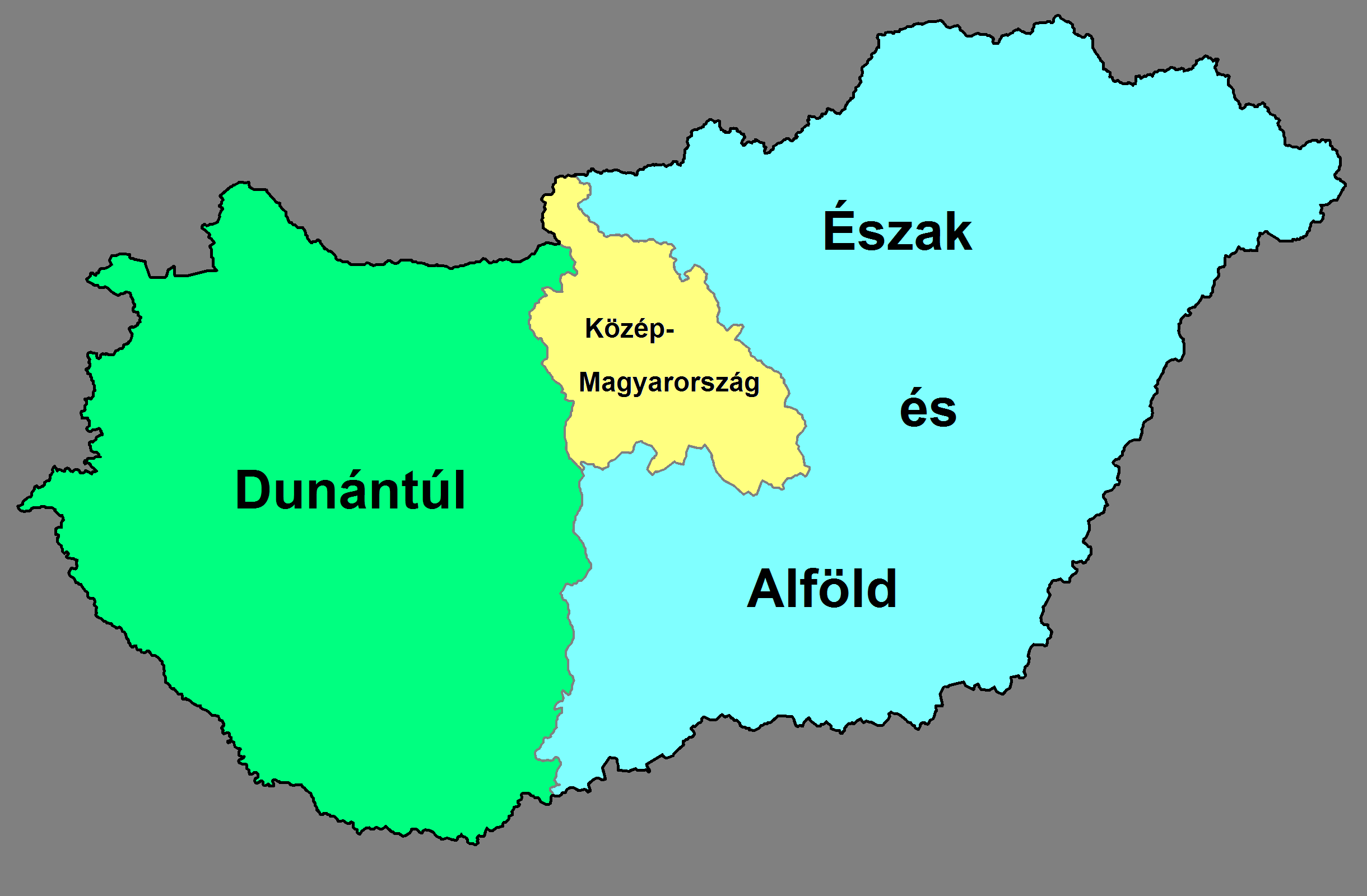
Országrészek (NUTS 1)

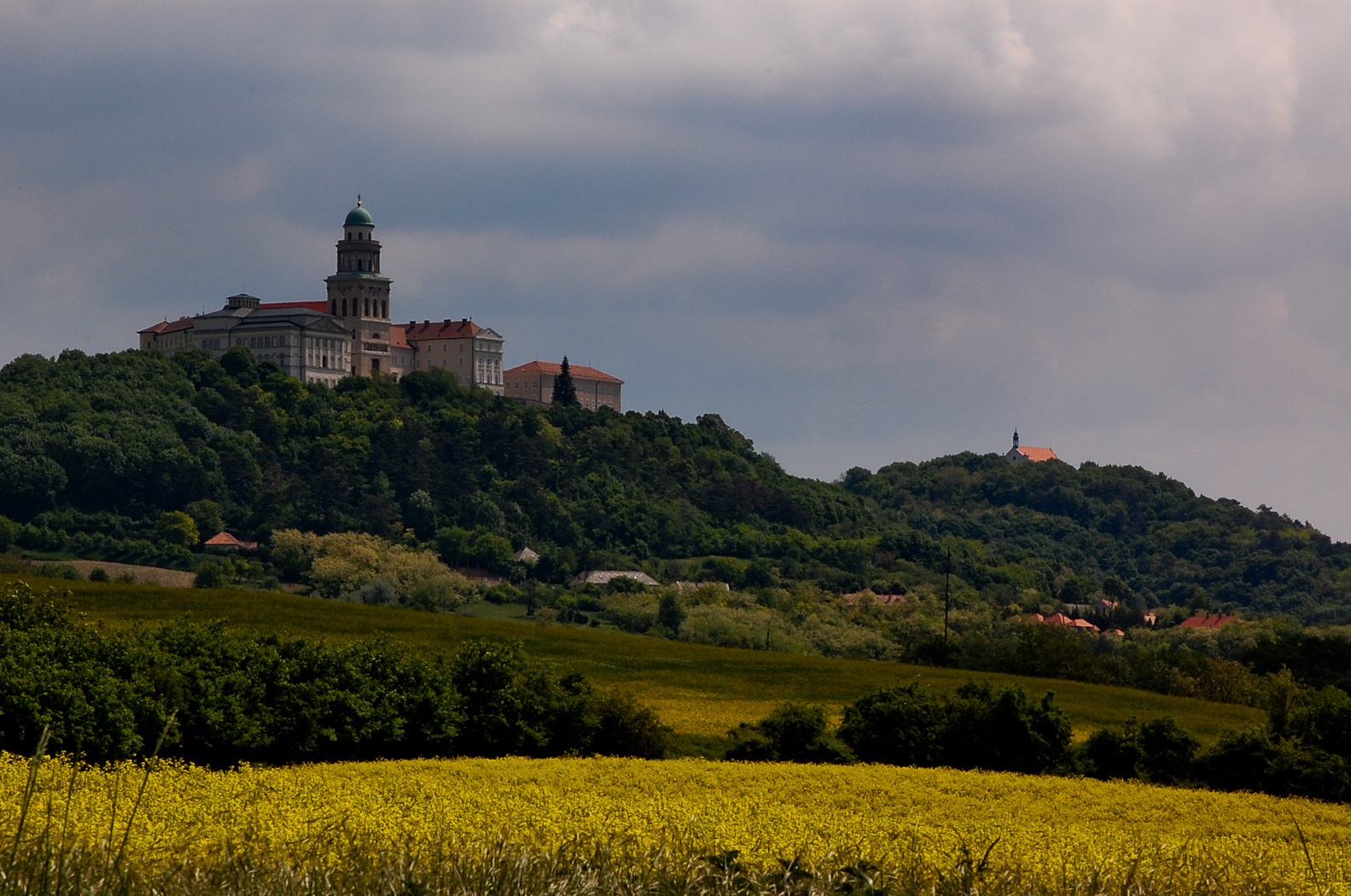
Pannonhalma

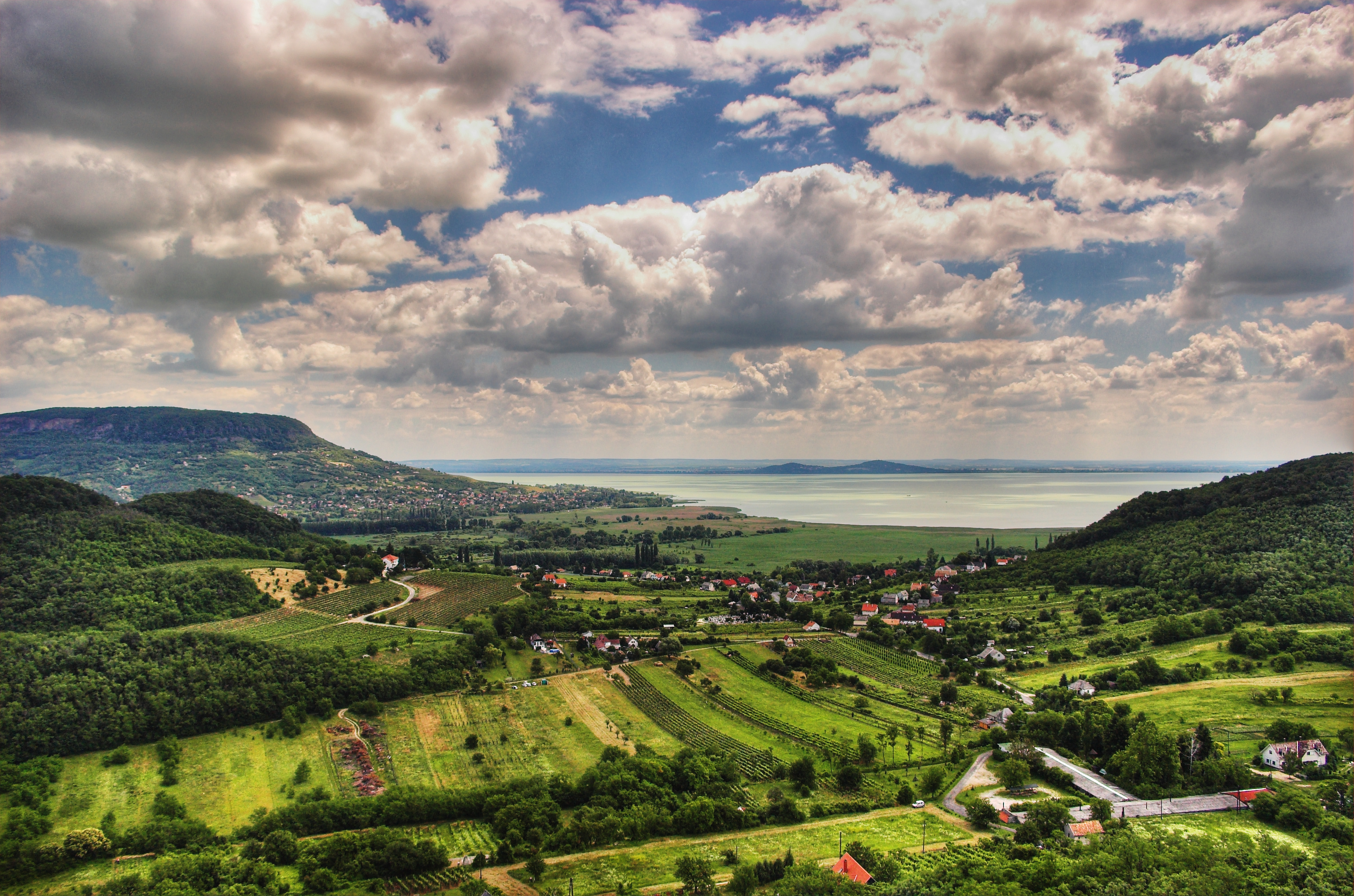
Balaton

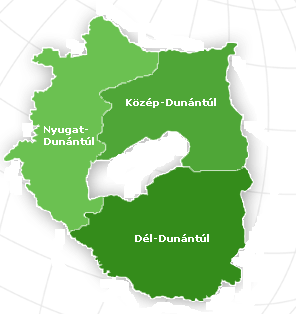
A Dunántúl turisztikai régiói

A Dunántúl vagy Nyugat-Magyarország (németül: Transdanubien, latinul: Transdanubia) Magyarország nyugati területének elnevezése. Északon, nyugaton és délen az országhatár, míg keleten a Duna folyó jelöli ki határait. Északon szintén a Duna jelöli ki a határát, amellyel itt egybeesik az országhatár. A Dunántúl Horvátországgal, Szlovéniával, Ausztriával és Szlovákiával határos.
A statisztikai célú NUTS besorolás legfelső szintjén Magyarország három nagyrégióra oszlik, ezek egyike a Dunántúl. Ebben az értelemben magába foglalja a három dunántúli régiót és összesen kilenc vármegyét (Fejér, Komárom-Esztergom, Veszprém, Győr-Moson-Sopron, Vas, Zala, Baranya, Somogy, Tolna). Földrajzilag Pest vármegye és Budapest Duna jobb partjára eső részei is a Dunántúlhoz tartoznak, bár köznapi felfogás és a NUTS besorolás nem tekinti a részének. Legnépesebb települése Pécs. A második legnagyobb Győr, míg a harmadik legnépesebb Székesfehérvár. Fontosabb települése még: Szombathely, Esztergom, Veszprém, Kaposvár, Zalaegerszeg, Tatabánya, Dunaújváros, Szekszárd és Sopron. Földrajzilag Budapest budai része is a Dunántúlhoz tartozik.

## Történelem
A Dunántúl vármegyei történelmileg Moson, Győr, Sopron, Vas, Zala, Veszprém, Fejér, Komárom, Esztergom, Somogy, Tolna és Baranya vármegye voltak. A 18. század elejétől az úgynevezett Districtus Trans-Danubianust alkották. Ezeknek a megyéknek a határát, amelyet Szent István király állapított meg, 1920-ig, a trianoni békeszerződésig csaknem 900 évig változatlanok maradtak.

### Ókor
A Dunántúl a kőkorszak óta lakott. Kr.e 9-től, 434-ig a Római Birodalom része volt, Pannonia provinciaként. Pannonia tartomány a Dunántúlon kívül rendelkezett néhány mai osztrák és horvát területtel is, amely egy romanizált, latin nyelvű határvidék volt, fontos római városokkal. Ilyen volt például Scarbantia (mai Sopron), Aquincum (a mai Budapest, azon belül Óbuda), Sopianae (a mai Pécs), Gorsium (a mai Tác) és Savaria (a mai Szombathely).
Kr.e 9-ben hódította meg a környéket Augustus császár, amely limes-t biztosított a Római Birodalomnak. Pannonia területén haladt el a borostyánút és a tömjénút is, tehát a terület fontos kereskedelmi térség lett. A provinciát két kisebb egységre bontották (ez volt Pannonia Superior, és Pannonia Inferior)
A betelepült római állampolgárok által, nőtt a romanizáció folyamata. Ennek hatására amfiteátrumokat és vízvezetékeket építettek. Ekkor kezdték meg kiépíteni, Tricciana (mai Ságvár) közelében, a Sió csatornát is ezzel pedig szabályozva a Balaton vízállását.
A provincia hanyatlását a központi hatalom meggyengülése okozta. Továbbá germán és gót támadások érték a határvárosokat is, ezáltal pedig azok elnéptelenedtek. Az 5. században letelepedtek a hunok a Tiszánál, majd pedig elfoglalták a provincia nagy részét.

### Középkor
A népvándorlás korában a hunok, az osztrogótok, a langobárdok, a gepidák, az avarok, a frankok és a szláv népek foglalták el a területet. 900-ban Pannoniát a magyarok foglalták el, majd 1000 után a Magyar Királyság része lett.
A Dunántúl a 11. század óta Magyarország egyik legfontosabb régiója. Esztergom 1001-től napjainkig az ország egyházi fővárosa (a bíborosi város), Szent István pedig Székesfehérváron, később a királyok koronázóvárosában alapította királyi székhelyét. További fontos középkori városok voltak Veszprém, Pécs, Győr és Sopron. Bencés rend is megérkezett Magyarországra és Pannonhalmán, Pécsváradon és Zalaváron kolostorokat építettek. 1055-ben I. András király megalapította a Tihanyi apátságot, amelyhez fűződik az első magyar szórványemlékünk. II. András pedig 1222-ben Székesfehérváron adta ki az Aranybullát. A pusztító mongol invázió után új várak épültek, és IV. Béla magyar király új királyi fővárost alapított Budán, a Duna mellett. A régió gazdag középkori öröksége mindenütt látható a kis falusi templomoktól a régi kastélyokig, kolostorokig és a városi házakig.

### Török időszak
Az oszmán korban (16-17. század) a Dunántúl keleti és déli része török fennhatóság alá került. Az állandóan változó határ a Dunántúli-hegység és a Balaton déli partja mentén húzódott. A veszélyes határt határvárak (végvárak) őrizték, amelyek közül a legfontosabbak Győr és Nagykanizsa voltak. Az ázsiai stílusú oszmán uralomnak és az állandó háborúnak pusztító hatásai voltak: falvak tucatjai pusztultak el, a lakosság tizedelt és a régió egyes részei szinte teljesen elnéptelenedtek. A Királyi Magyarországhoz tartozó területek (a határrégiók kivételével) szerencsésebbek voltak, mert az európai jellegű fejlesztések folyamatosak voltak. Itt volt a 17. század a katolikus ellenreformáció, a Habsburgoktól való nemzeti függetlenségért folytatott harcok és egy új, hatalmas katolikus arisztokrácia kialakulásának időszaka.

### Hódoltság után
1686-ban a szövetséges Habsburg, a lengyel és a bajor hadsereg visszahódította Budát és megszüntette az oszmán uralmat. A 18. században a régió lassan újjáépült, és sok új telepes érkezett (magyarok, németek, lengyelek, szlovákok és horvátok). Híres barokk kastélyok épültek a nagybirtokos családok erejének bemutatására, például a fertődi Esterházyak és a keszthelyi Festeticsek. A városok barokk városképe a mai napig fennmaradt Győrben, Székesfehérváron, Pécsen és Szombathelyen.
A 19. században a Dunántúl kapitalista fejlődésen ment keresztül. Ausztria közelsége miatt ismét az ország leggazdagabb részévé vált, és – legalábbis a közvélemény után – "európaiasabb" és nyugatiasabb, mint Magyarország bármely más régiója vagy a posztkommunista Közép-Európa legtöbb régiója.

### Újkor
A Magyar Népköztársaság (1949–1989) alatt új ipari városok épültek Tatabányán, Dunaújvárosban, Ajkán és Komlón, és új iparokat és gyárakat hoztak létre, mint például Magyarország egyetlen atomerőműve Pakson. Pécsen uránt bányásztak, és nagy ipari külvárosokat építettek. A szocialista Magyarország egyik leghíresebb üzeme, az Ikarus Székesfehérváron jött létre. A szocializmus bukása után Észak-Dunántúl sikeresebben alkalmazkodott az új gazdasági helyzethez, mint Magyarország más részein (Budapest kivételével), és a külföldi befektetések nagy része a radikális gazdasági megújulás segítésére jött ide. Az 1990-es években Székesfehérvárt valószínűleg a gazdaságilag legsikeresebb magyar városnak számították be. Esztergom, Győr és Szentgotthárd a Suzuki, az Audi és az Opel gyárak létrehozásával az autóipar központjaivá vált.

## Tájegységek
Nem önálló tájegység. A Dunántúl tagoltsága miatt – Magyarország földrajzi kistájainak katasztere szerint – Magyarország hat földrajzi nagytájából négy teljes egészében annak területén fekszik, kettő pedig érinti azt.
A teljes egészében a Dunántúlon fekvő földrajzi nagytájak: 
- Kisalföld
- Nyugat-magyarországi peremvidék
- Dunántúli-dombság
- Dunántúli-középhegység

A Dunántúlt érintő földrajzi nagytájak és azok Dunántúlra átnyúló középtájai:
- Alföld
  - Mezőföld
  - Drávamenti-síkság
- Északi-középhegység
  - Visegrádi-hegység

A Dunántúlon tehát alföldi, dombvidéki és hegyvidéki tájak egyaránt megtalálhatók.

## Régiók és vármegyék
A Dunántúl, mint országrész 3 régiót, 9 vármegyét, 68 járást és 1 714 települést foglal magába. Területe 37 ezer km², lakóinak száma 2018-ban 2,9 millió.
Az alábbi táblázatban a vastag betűkkel szedett városok régióközpontok.
| Címer             | Vármegye          | Terület (km²) | Lakó (2018) (fő) | Járás | Település | Település | Település | Település | Székhely       | Térkép |
| Címer             | Vármegye          | Terület (km²) | Lakó (2018) (fő) | Járás | össz.     | város     | 10e+      | MJV.      | Székhely       | Térkép |
| ----------------- | ----------------- | ------------- | ---------------- | ----- | --------- | --------- | --------- | --------- | -------------- | ------ |
|                   |                   |               |                  |       |           |           |           |           |                |        |
| Közép-Dunántúl    |                   |               |                  |       |           |           |           |           |                |        |
|                   | Fejér             | 4 358         | 416 691          | 8     | 108       | 17        | 6         | 2         | Székesfehérvár |        |
|                   | Komárom-Esztergom | 2 264         | 297 454          | 6     | 76        | 12        | 6         | 2         | Tatabánya      |        |
|                   | Veszprém          | 4 464         | 341 425          | 10    | 217       | 15        | 6         | 1         | Veszprém       |        |
|                   |                   | 11 086        | 1 055 570        | 24    | 401       | 44        | 18        | 5         |                |        |
|                   |                   |               |                  |       |           |           |           |           |                |        |
| Dél-Dunántúl      |                   |               |                  |       |           |           |           |           |                |        |
|                   | Baranya           | 4 430         | 363 721          | 10    | 301       | 14        | 4         | 1         | Pécs           |        |
|                   | Somogy            | 6 065         | 303 802          | 8     | 246       | 16        | 5         | 1         | Kaposvár       |        |
|                   | Tolna             | 3 703         | 219 317          | 6     | 109       | 11        | 5         | 1         | Szekszárd      |        |
|                   |                   | 14 198        | 886 840          | 24    | 656       | 41        | 14        | 3         |                |        |
|                   |                   |               |                  |       |           |           |           |           |                |        |
| Nyugat-Dunántúl   |                   |               |                  |       |           |           |           |           |                |        |
|                   | Győr-Moson-Sopron | 4 208         | 461 518          | 7     | 183       | 12        | 5         | 2         | Győr           |        |
|                   | Vas               | 3 336         | 253 305          | 7     | 216       | 13        | 5         | 1         | Szombathely    |        |
|                   | Zala              | 3 784         | 270 634          | 6     | 258       | 10        | 3         | 2         | Zalaegerszeg   |        |
|                   |                   | 11 328        | 985 457          | 20    | 657       | 35        | 13        | 5         |                |        |
|                   |                   |               |                  |       |           |           |           |           |                |        |
| Dunántúl összesen | Dunántúl összesen | 36 612        | 2 927 867        | 68    | 1 714     | 120       | 45        | 13        |                |        |

## Legnépesebb települések
| Település       | Lakó    | Vármegye          |
| --------------- | ------- | ----------------- |
| Pécs            | 144 188 | Baranya           |
| Győr            | 130 094 | Győr-Moson-Sopron |
| Székesfehérvár  | 97 382  | Fejér             |
| Szombathely     | 77 984  | Vas               |
| Tatabánya       | 65 633  | Komárom-Esztergom |
| Sopron          | 62 454  | Győr-Moson-Sopron |
| Kaposvár        | 61 920  | Somogy            |
| Veszprém        | 59 754  | Veszprém          |
| Zalaegerszeg    | 57 780  | Zala              |
| Nagykanizsa     | 46 866  | Zala              |
| Dunaújváros     | 44 358  | Fejér             |
| Mosonmagyaróvár | 33 318  | Győr-Moson-Sopron |
| Szekszárd       | 32 156  | Tolna             |
| Pápa            | 30 382  | Veszprém          |
| Ajka            | 27 995  | Veszprém          |
| Esztergom       | 27 840  | Komárom-Esztergom |
| Siófok          | 25 461  | Somogy            |
| Komló           | 23 889  | Baranya           |
| Tata            | 23 377  | Komárom-Esztergom |

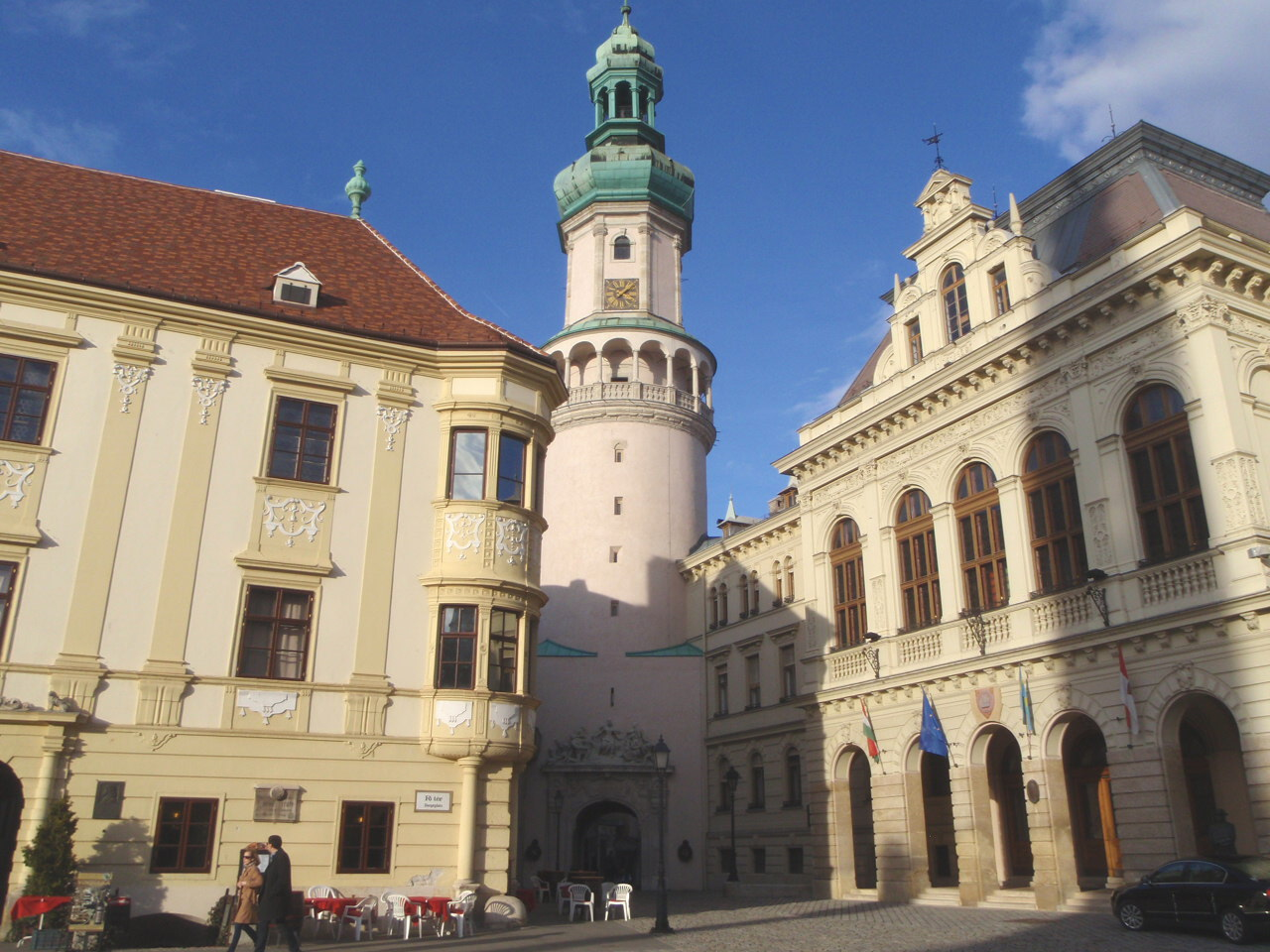
Sopron

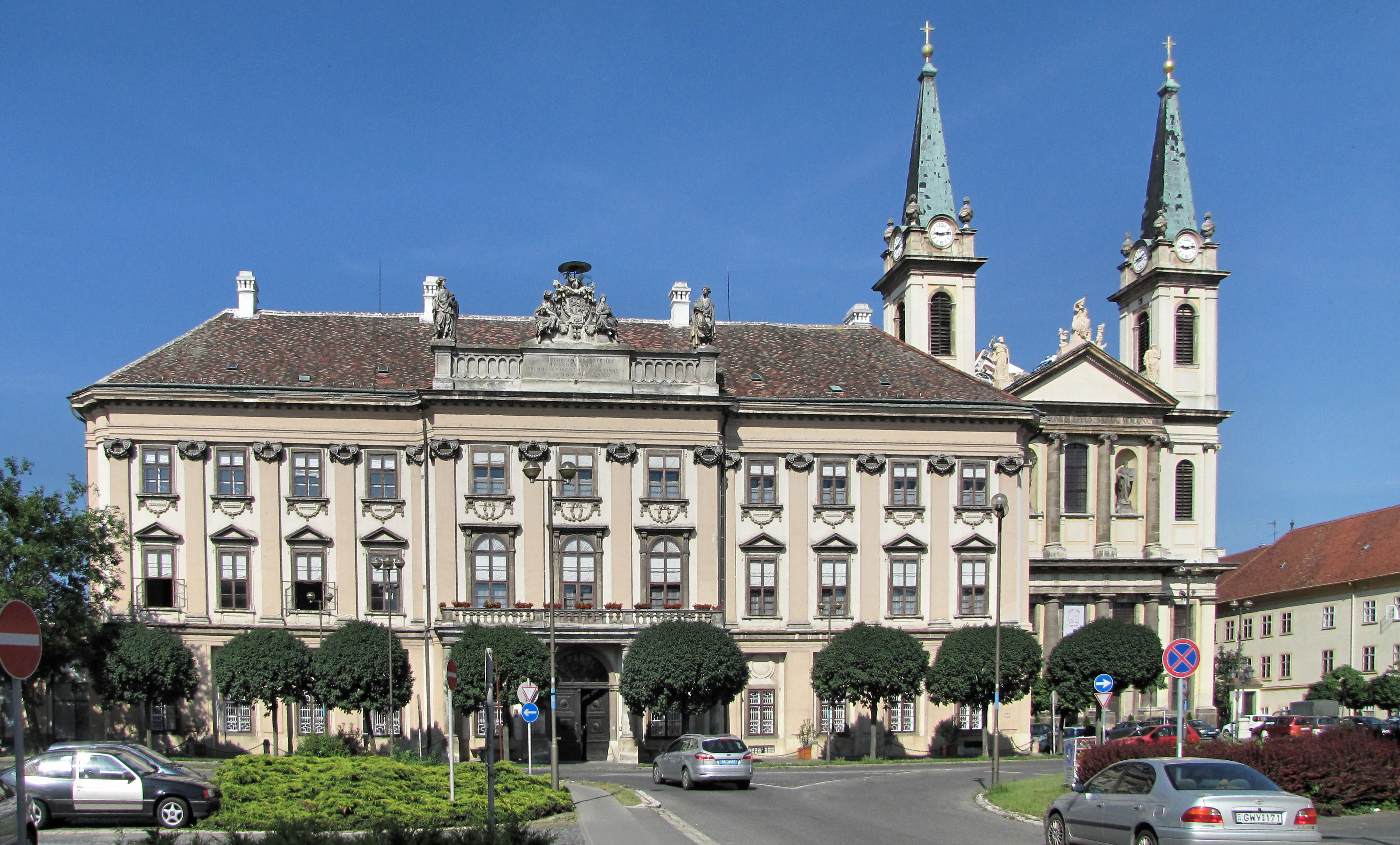
Szombathely

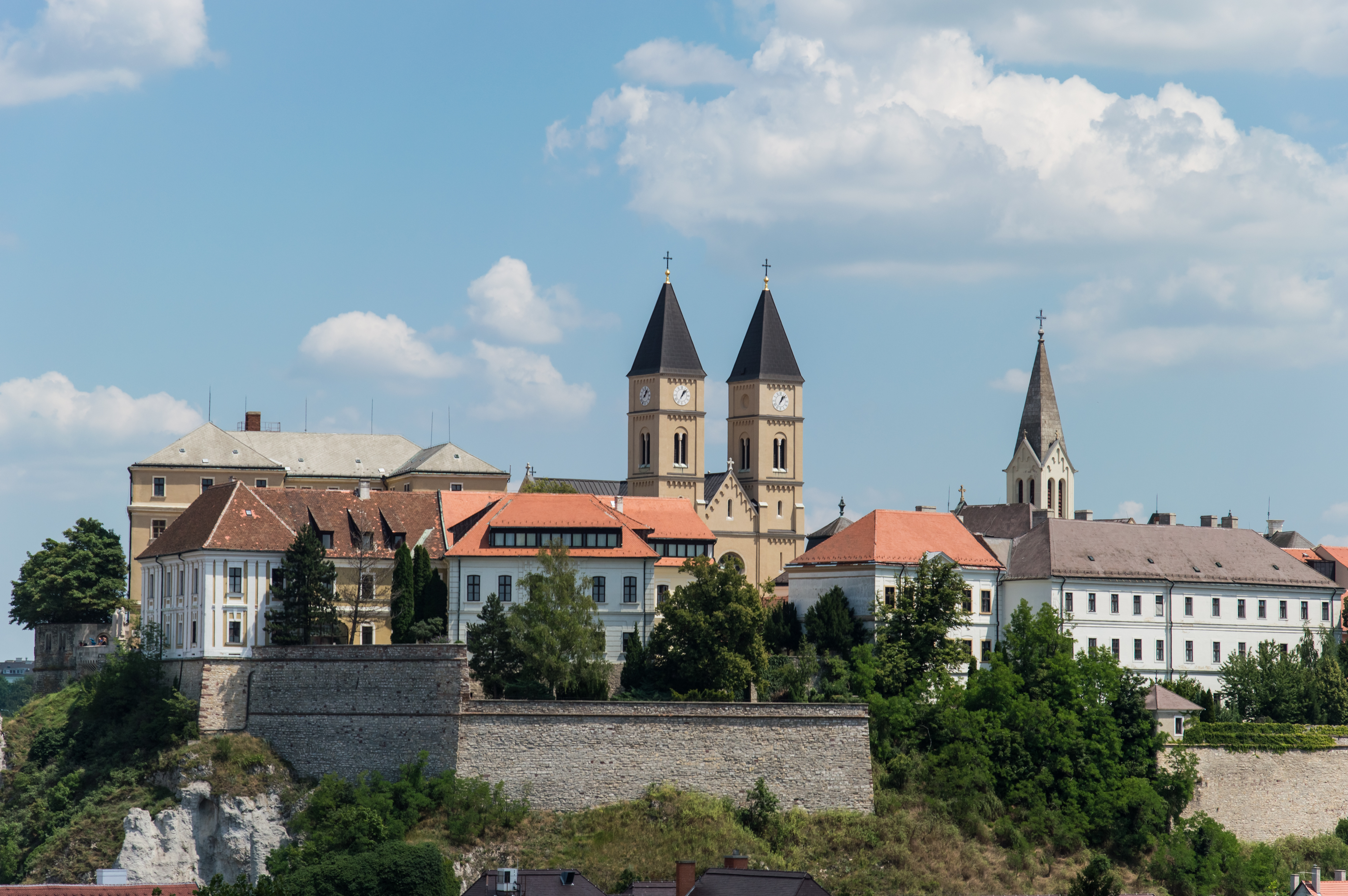
Veszprém

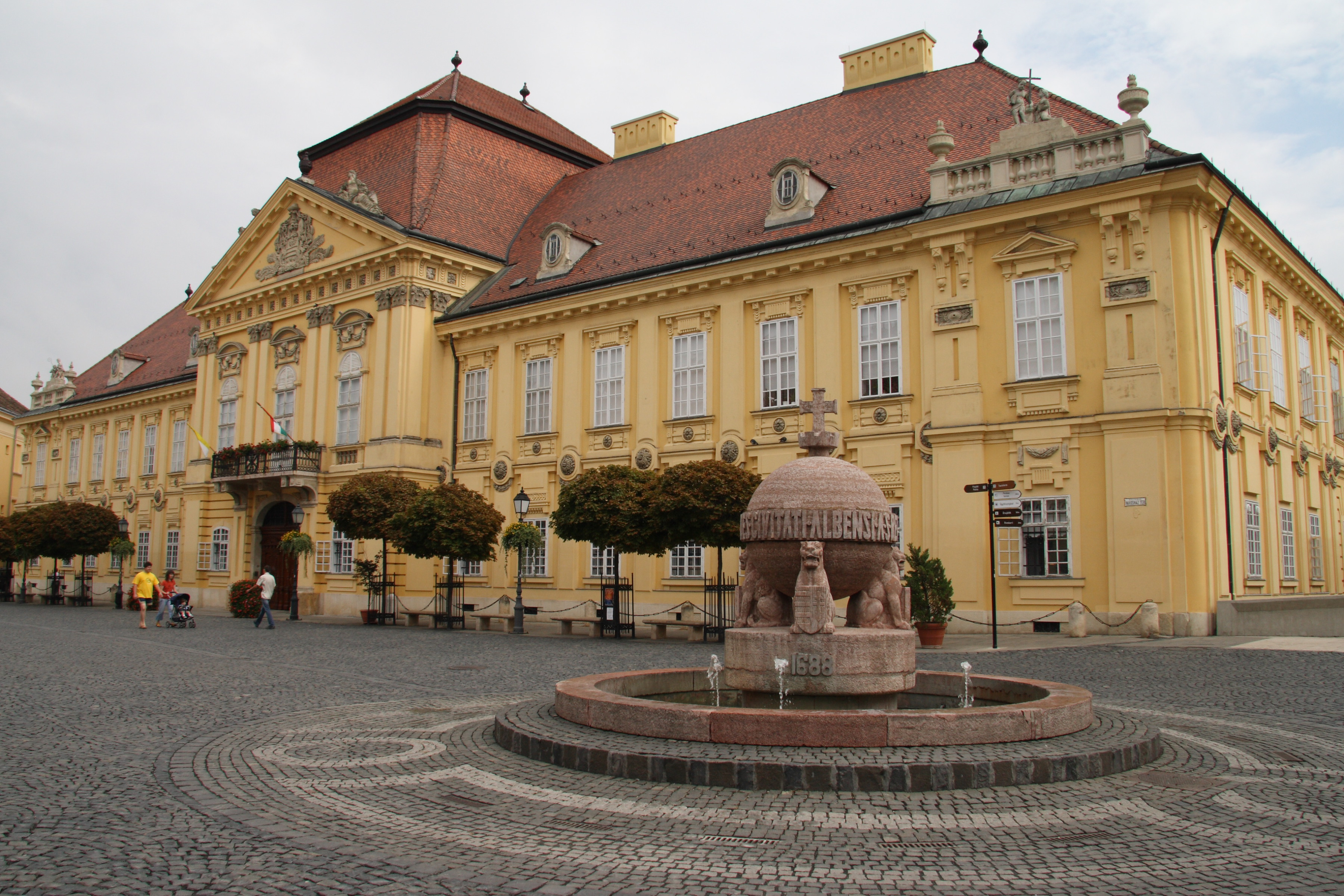
Székesfehérvár

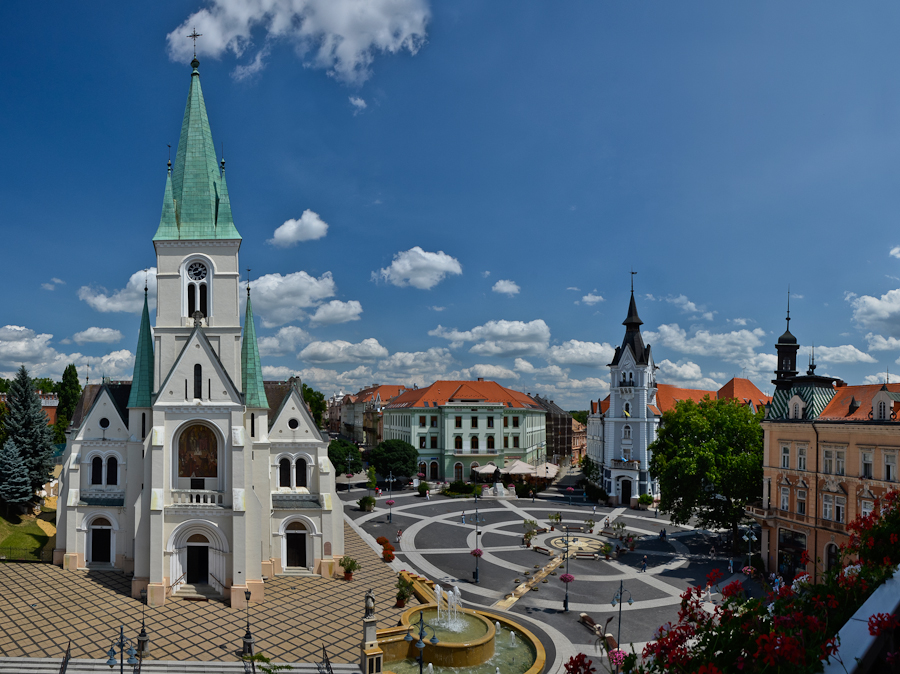
Kaposvár

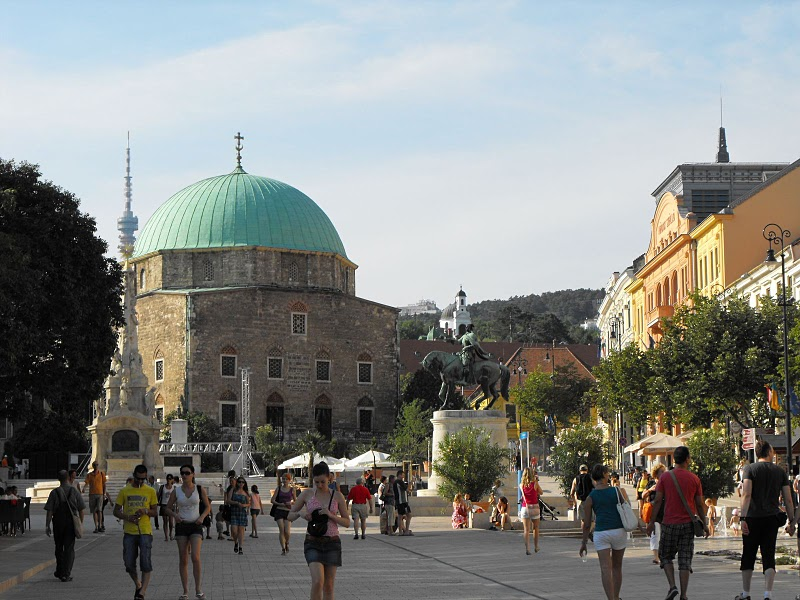
Pécs

A földrajzi értelemben vett Dunántúlhoz tartozik Érd, Budaörs,  valamint Budapest I., II., III., XI., XII. és XXII. kerülete is. Ezek mindegyikének népessége 25 ezer fő fölött van.

## Vizei

### Tavak
- Balaton
- Velencei-tó
- Fertő

### Folyók
A Dunántúlt északról és keletről a Duna határolja. A Dunántúl valamennyi folyója közvetlenül vagy közvetve a Dunába folyik. A Dunántúl vízrajzánál számolni kell a természeti és a civilizációs tényezők egymásra hatásával legalább a római kortól, de lehet, hogy már korábban.
Közvetlenül a Dunába torkolló folyók/csatorna
- Rába
- Sió-csatorna
- Dráva

A Rába mellékfolyói
- Pinka
- Perint/Sorok
- Gyöngyös
- Répce
- Marcal
- Ikva

A Sió-csatornába torkolló folyók:
- Zala (a Balatonba és azon keresztül a folyik a vize a Sióba)
- Kapos

A Dráva mellékfolyója:
- Mura

### Víztározók
- Abért-tó

## Nemzeti Parkok
- Balaton-felvidéki Nemzeti Park
- Duna–Ipoly Nemzeti Park
- Duna–Dráva Nemzeti Park
- Fertő–Hanság Nemzeti Park
- Őrségi Nemzeti Park

## Natúrparkok
A 2004. évi, a környezet- és természetvédelmi törvényeket módosító LXXVI. tv.10. § p. pontja szerint: 
Natúrpark: az ország jellegzetes természeti, tájképi, és kultúrtörténeti értékekben gazdag, a természetben történő aktív kikapcsolódás, felüdülés, gyógyulás, fenntartható turizmus és a természetvédelmi oktatás, nevelés, ismeretterjesztés, továbbá a természetkímélő gazdálkodás megvalósítását szolgáló nagyobb kiterjedésű területe, amely a jogszabályban foglaltaknak megfelelően jön létre."
- Irottkő Natúrpark Az Írottkő Natúrpark honlapja

## Turizmus
A Dunántúl négy turisztikai régióra van osztva. A statisztikai régióktól eltérően a Balaton és környéke külön turisztikai régiót alkot, a másik három nagy turisztikai régió a balatoni területeket leszámítva megközelítőleg fedi a statisztikai régiók területét.
A négy turisztikai régió:
- Balaton turisztikai régió
- Nyugat-Dunántúl turisztikai régió
- Közép-Dunántúl turisztikai régió
- Dél-Dunántúl turisztikai régió

### Látnivalók turisztikai régió szerint
Balaton turisztikai régió
A Balaton és környéke Budapest mellett Magyarország legnépszerűbb turisztikai területe. Fő turisztikai látnivalója a Balaton partja, a fürdőzési és vitorlázási lehetőségek sokaságával. A Balaton körül egyaránt találhatóak műemlékekben gazdag történelmi települések (Tihany, Keszthely), különleges természeti értékek (a világörökség részét képező termálvizes Hévízi-tó és a  tapolcai tavasbarlang), romantikus kastélyok és várromok (Nagyvázsony, sümegi vár, Szigliget), borvidékek (Balatonfelvidék, dél-balatoni borvidék), skanzenek (Szántódi uradalmi majorság), kisvasutak (Balatonfenyves). Sok turistát vonz ide az országos hírű művészeti fesztivál, a Művészetek Völgye.
Nyugat-Dunántúl turisztikai régió
A nyugat-dunántúli turisztikai régió fő látnivalói a műemlékek sokasága (Győr, Sopron, Szombathely, Kőszeg és a világörökség részét képező Pannonhalmi Bencés Főapátság), a kisvárosok és falvak középkori templomai (Ják, Lébény) és barokk kastélyai (Fertőd, Nagycenk), az arborétumok (Kám, Kőszeg, Kámon, Vép, Szeleste, Sárvár ) a nagy kiterjedésű, a védett erdőségek, a világörökséghez tartozó Fertő tó és a különleges természeti környezetben található egyéb kirándulóhelyek (fertőrákosi kőfejtő, nagycenki múzeumvasút). Különleges népművészeti látnivalót jelent az őrségi falvak máig megőrzött népi építészete, a pityerszeri skanzen Szalafőn és a romantikus göcseji települések. A régióra jellemző a nagy múltra visszatekintő borászat.
Közép-Dunántúl turisztikai régió
A régió fő turisztikai látnivalóit a műemlékekben gazdag Székesfehérvár, Veszprém, Pápa és Várpalota, a Velencei-tó és kirándulóövezete, valamint a Dunántúli-középhegység (Bakony, Vértes, Gerecse) tájai jelentik. Sok turista keresi fel a tatai várat és Öreg-tavat, a zirci arborétumot és apátságot, a romantikus cseszneki várromot, a komáromi erődrendszert, a gorsiumi régészeti parkot, a vértesszőlősi ősemberleleteket, a majki műemlékegyüttest, a zsámbéki romtemplomot és a bábolnai állami ménest is.
Dél-Dunántúl turisztikai régió
A turisztikai régió egyik legfőbb látnivalója a Dunántúl legnépesebb települése, Pécs városa, a mediterrán hangulatú utcáival, ókeresztény sírkamráival (világörökségi helyszín), középkori és török kori emlékeivel, különleges múzeumaival. Kaposvár városa szintén sok látnivalót tartogat, hiszen a belvárosa építészeti szempontból Európában egyedülálló, mert több mint 300 eklektikus és szecessziós épület áll itt, sehol máshol nincs ennyi ilyen kis területen. A régióban megtalálhatóak a látványos történelmi emlékek és várak (mohácsi történelmi emlékhely, szigetvári vár, siklósi vár, Pécsvárad, Magyaregregy), a nevezetes népművészeti értékek (a Sárköz falvai), a borvidékek (Szekszárd, Villány), a kisvasutak (Mesztegnyő, Kaszó) és a különleges kulturális központok is (kaposmérői ősmagyar harcászati bemutatóhely és a somogyvámosi Krisna-falu). A természetjárók kedvelt célpontjai az abaligeti cseppkőbarlang, a szársomlyói természetvédelmi terület, a villányi kőbánya őslénybemutatója, valamint a régió nagy kiterjedésű erdői (Zselic, Gemenc, Gyulaj, Mecsek).